# Requiem for a Tower
"Requiem for a Tower" é uma versão reorquestrada do Lux Æterna/Requiem for a Dream de Clint Mansell para coro e orquestra para o trailer do filme O Senhor dos Anéis: As Duas Torres. Ela teve seu arranjo escrito por Simone Benyacar, Daniel Nielsen e Veigar Margeirsson. Embora nunca tenha havido a intenção de lançá-la, houve grande demanda de pedidos de fãs, e a faixa acabou sendo lançada junto com a trilha sonora do filme.[2]
A popularidade da música original, Lux Aeterna, tornou-a famosa na cultura popular, sendo usada, mais notavelmente, em trailers para outros filmes, incluindo Babylon A.D., O Código Da Vinci, Eu Sou a Lenda, Sunshine, Valley of Flowers, Troia e King Arthur. Também apareceu nos jogos eletrônicos Total Miner: Forge, Assassin's Creed, e em vários comerciais de televisão, e em eventos esportivos.